# ServiceOntario
 (novembre 2023).
 (novembre 2023).
 (novembre 2023).

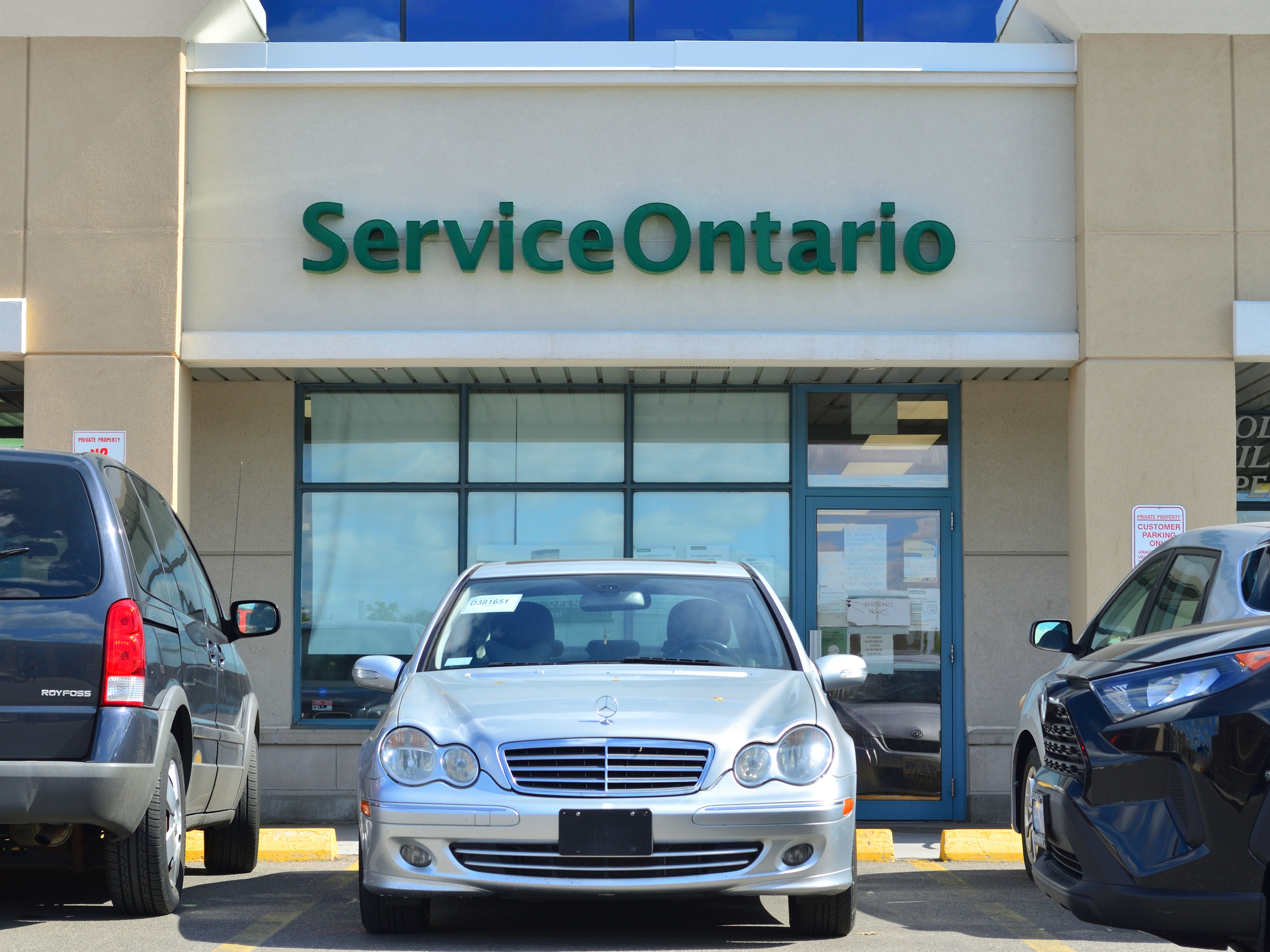
Accueil ServiceOntario à Richmond Hill (2020).

ServiceOntario est une initiative du Gouvernement de l'Ontario née du désir d'offrir des services gouvernementaux plus efficaces aux résidents de l'Ontario. 
ServiceOntario est responsable de la livraison des services aux citoyens par internet, téléphone et kiosques automatiques installés partout dans la province. 

## Développement
[Quand ?]
ServiceOntario continue de grandir et d'augmenter son efficacité à intégrer et à offrir des services aux Ontariens. En 2011, ServiceOntario sera le vitrine pour la prestation des services aux individus et aux entreprises en Ontario. Toutes les transactions courantes seront faites via les centres, les sites web, les centres d'appel ou les kiosques de ServiceOntario. 
Le ministre responsable de ServiceOntario est Harinder Takhar (en), qui est le ministre des Services gouvernementaux.[Quand ?]

## Conseil ServiceOntario
Que la communication soit de personne à personne, en ligne, aux kiosques, par téléphone, ou via les supports écrits ou visuels, l'organisation a fait tous les efforts pour présenter un visuel unifié et cohérent avec une stratégie de marketing qui se dote d'une image de marque identifiable par un logo et le slogan « rendre plus facile ».
Voici les services rendus par ServiceOntario au nom du Gouvernement de l'Ontario:
- Inscription des cartes d'assurance-maladie
- Les certificats de naissance, du mariage et de décès
- Inscription des conducteurs et des véhicules
- Inscription des entreprises
- Les permis des chasse et de pêche
- Changement d'adresse
- Inscription des nouveau-nés
- Les publications du Gouvernement de l'Ontario